# ウーディネ＝チヴィダーレ・デル・フリウーリ線
ウーディネ＝チヴィダーレ・デル・フリウーリ線 (Ferrovia Udine-Cividale del Friuli)は、イタリアのフリウリ＝ヴェネツィア・ジュリア州にある標準軌の鉄道路線で、2005年からウーディネ＝チヴィダーレ鉄道有限会社 (Ferrovie Udine - Cividale srl) に認可が降り運営されている。

## 路線概要
ウーディネの駅を出発しレマンツァッコ駅を経てチヴィダーレ・デル・フリウーリ駅に至る15.3kmの道程で、モイマッコとボッテニッコ (Bottenicco) への停車は任意である（貨物の有無にもよる）。所要時間は平均15分。2006年の旅客数は400,000人となっている。
車両はディーゼル車6両、客車2両が使用されている。

## 計画
路線の近代化の作業は2006年に終了し、2両のSTADLER GW DMU 2 2/6の購入が行われた。
サン・ゴッタルド（東ウーディネ）と名付けられた市内の停車駅の建設およびレマンツァッコ駅とボッテニッコ駅で列車へ乗降できる（障害者も）歩道の調整などの作業がいまだに行われている。